# San Giovanni Valdarno
San Giovanni Valdarno es una localidad italiana de la provincia de Arezzo, región de Toscana, con 16.644 habitantes.

Ubicación de la ciudad de San Giovanni Valdarno dentro de la provincia de Arezzo.

## Evolución demográfica
| Gráfica de evolución demográfica de San Giovanni Valdarno entre 1861 y 2021 |
|                                                                             |
| Fuente ISTAT - elaboración gráfica de Wikipedia                             |

## Ciudades hermanadas
- Mahbes
- Corning